# Dolní Baicha
Dolní Baicha (rusky Нижняя Баиха) je řeka v Krasnojarském kraji v Rusku. Je dlouhá 608 km. Povodí řeky má rozlohu 8 070 km².

## Průběh toku
Řeka protéká po východním okraji Západosibiřské roviny. Ústí zprava do Turuchanu, jež je přítokem Jeniseje.

## Vodní režim
Zdrojem vody jsou sněhové a dešťové srážky. Zamrzá v říjnu a rozmrzá v květnu.